# 471 (szám)
A 471 (római számmal: CDLXXI) egy természetes szám, félprím, a 3 és a 157 szorzata.

## A szám a matematikában
A tízes számrendszerbeli 471-es a kettes számrendszerben 111010111, a nyolcas számrendszerben 727, a tizenhatos számrendszerben 1D7 alakban írható fel.
A 471 páratlan szám, összetett szám, azon belül félprím, kanonikus alakban a 31 · 1571 szorzattal, normálalakban a 4,71 · 102 szorzattal írható fel. Négy osztója van a természetes számok halmazán, ezek növekvő sorrendben: 1, 3, 157 és 471.
A 471 négyzete 221 841, köbe 104 487 111, négyzetgyöke 21,70253, köbgyöke 7,78049, reciproka 0,0021231. A 471 egység sugarú kör kerülete 2959,38028 egység, területe 696 934,05587 területegység; a 471 egység sugarú gömb térfogata 437 674 587,1 térfogategység.